# Carol Wood
Carol Saunders Wood (nascida em 9 de fevereiro de 1945, em Pennington Gap, Virginia) é uma matemática americana aposentada,
Wood formou-se em 1966 no Randolph-Macon Woman's College, uma pequena faculdade Metodista Unida em Lynchburg, Virginia. Ela obteve doutorado em 1971 na Universidade de Yale com uma dissertação sobre forçagem supervisionada por Abraham Robinson. Na Wesleyan, ela serviu três vezes como chefe de departamento. Ela foi presidente da Association for Women in Mathematics de 1991 a 1993, e atuou no conselho de curadores da American Mathematical Society de 2002 a 2007. Ela atuou no Comitê AMS sobre Mulheres na Matemática desde que foi formado em 2012 e foi presidente de 2012 a 2015. Ela supervisionou 4 alunos de doutorado em Wesleyan. Wood foi a palestrante de 1998 para matemática na Universidade da Califórnia, Berkeley. Em 2012, tornou-se uma das bolsistas inaugurais da Sociedade Americana de Matemática. Em 2017, ela foi selecionada como bolsista da Associação para Mulheres em Matemática na classe inaugural.